# Panzer-Division Feldherrnhalle 2
Die  Panzer-Division Feldherrnhalle 2 war ein Großverband des Heeres der deutschen Wehrmacht im Zweiten Weltkrieg.

## Divisionsgeschichte
Einsatzgebiete
- Ungarn, Slowakei: April 1945
- Österreich: Mai 1945

Die Panzer-Division (PD) Feldherrnhalle 2 wurde im Wehrkreis XX (Danzig) als Nachfolgedivision der 13. Panzer-Division und der zerschlagenen Panzergrenadier-Division „Feldherrnhalle“ aufgestellt. Die Umbenennung in PD Feldherrnhalle 2 erfolgte im März 1945. Bei ihrer Aufstellung erreichte sie kaum Regimentsstärke. In den letzten Kriegsmonaten kämpfte die Division in Rückzugsgefechten in der Slowakei und an der oberen Donau. Am 8. Mai 1945 kapitulierten die Reste der Division vor der Roten Armee.

## Insignien
Die Bezeichnung „Feldherrnhalle“ sollte die Verbundenheit mit der SA-Standarte „Feldherrnhalle“ ausdrücken. Die Runen Feldherrnhalle wurden von Offizieren der Division an der Schulter getragen.

## Personen
| Dienstzeit                        | Dienstgrad   | Name       |
| --------------------------------- | ------------ | ---------- |
| 9. März 1945 bis zur Kapitulation | Generalmajor | Franz Bäke |

## Gliederung
- Panzer-Regiment „Feldherrnhalle 2“
- Panzergrenadier-Regiment „Feldherrnhalle 2“
- Panzerartillerie-Regiment „Feldherrnhalle 2“
- Panzeraufklärungs-Abteilung „Feldherrnhalle 2“
- Panzerpionier-Bataillon „Feldherrnhalle 2“
- Panzerjäger-Abteilung „Feldherrnhalle 2“
- Heeres-Flak-Artillerie-Abteilung „Feldherrnhalle 2“
- Panzer-Nachrichten-Kompanie „Feldherrnhalle 2“
- Panzer-Versorgungstruppen[3]